# Tramlijn Zuidbroek - Ter Apel
De tramlijn Zuidbroek - Ter Apel was een paardentramlijn in Groningen  tussen Zuidbroek en Ter Apel. Met een lengte van 49,4 km was het de langste paardentramlijn van Nederland.

## Geschiedenis
De lijn werd aangelegd door de Eerste Groninger Tramway-Maatschappij en in gedeeltes geopend. Van Zuidbroek tot Wildervank op 18 augustus 1880, van Wildervank tot Stadskanaal op 26 mei 1881, van Stadskanaal tot Valthermond op 2 oktober 1894 en van Valthermond tot Ter Apel op 16 april 1895. Een zijspoor naar het station Stadskanaal werd in 1908 aangelegd.
In 1910 kreeg de tramlijn te lijden van concurrentie van de spoorlijn Stadskanaal - Zuidbroek van de Noordoosterlocaalspoorweg-Maatschappij (NOLS), die voor een groot deel evenwijdig liep aan de lijn van de EGTM en de afstand in veel minder tijd overbrugde. Het reizigersvervoer per paardentram nam sterk af en de maatschappij kwam in financiële moeilijkheden. Ze stopte met het reizigersvervoer op het traject Zuidbroek - Veendam. Een in nood opgericht Syndicaat tot reorganisatie der Eerste Groninger Tram (SREGT) nam de inboedel over op 1 januari 1912 over.
In 1914 werd de lijn opnieuw overgenomen, ditmaal door de Stoomtramweg-Maatschappij Oostelijk Groningen (OG). Deze had aanvankelijk plannen om de lijn om te bouwen tot kaapspoor en geschikt te maken voor stoomtractie gelijk aan de overige tramlijnen van de OG. Daarmee zou er ook een uitwisseling van materieel mogelijk zijn in Ter Apel waar meerdere lijnen op kaapspoor samenkwamen. Aangezien van deze plannen niets terecht kwam staakte de OG op 1 oktober 1920 de paardentramlijn. Door lokale initiatieven was het echter nog niet geheel afgelopen. Op 1 november gingen de paardentram weer rijden tussen Stadskanaal en Ter Apel in dienst van de Gemeenschappelijke Onderneming Stadskanaal – Ter Apel (GOSTA) met voornamelijk postvervoer. In 1923 viel het doek definitief, mede door de aanleg van de spoorlijn Stadskanaal - Ter Apel Rijksgrens van de N.V. Gronings-Drentsche Spoorwegmaatschappij Stadskanaal-Ter Apel-Rijksgrens (STAR).